# Reinhard Achenbach
Reinhard Achenbach (* 12. August 1957 in Biedenkopf) ist ein deutscher evangelischer Theologe und Professor für Altes Testament an der Westfälischen Wilhelms-Universität Münster (WWU).

## Leben

### Werdegang
Achenbach wuchs in Biedenkopf auf, besuchte die dortige Grund-/Stadtschule und anschließend das Gymnasium Lahntalschule, dessen Besuch er im Jahre 1976 mit dem Abitur abschloss. Von 1976 bis 1983 studierte er Evangelische Theologie in Göttingen, Tübingen und Uppsala. Von 1983 bis 1986 war er Stipendiat der Lutherstiftung und Wissenschaftlicher Mitarbeiter an der Universität Göttingen. Zwischen 1986 und 1991 absolvierte Achenbach die pastorale Ausbildung und arbeitete im Pfarrdienst. 1989 wurde er mit einer Arbeit zum Deuteronomium bei Lothar Perlitt zum Dr. theol. promoviert.
Von 1992 bis 1994 unterrichtete Achenbach Altes Testament an der kirchlichen Hochschule der Universität Medan/Pematangsiantar auf der indonesischen Insel Sumatra. Nach der Rückkehr aus Indonesien bekleidete er von 1995 bis 1996 eine Repententenstelle an der Universität Mainz. 1996 wechselte er als Akademischer Rat an die Ludwig-Maximilians-Universität München, wo er bis 2005 als Dozent für biblisches Hebräisch wirkte. Im Jahr 2001 habilitierte er sich dort mit einer Arbeit zur Entstehungsgeschichte des Numeribuches. 2006 erhielt er einen Ruf an die Westfälische Wilhelms-Universität Münster, wo er seit dem Wintersemester 2006/07 als Ordentlicher Professor tätig ist.
Achenbach ist einer der Hauptantragsteller des im Jahr 2007 an der Universität Münster eingerichteten Exzellenzclusters „Religion und Politik in den Kulturen der Vormoderne und der Moderne“ sowie Mitglied des Vorstandes. Außerdem ist er Mitglied des Vorstandes und Sprecher des Zentrums für Geschichte und Kultur des östlichen Mittelmeerraums.
Im Jahr 2008 erhielt er die Ehrendozentur der Kirchlichen Hochschule Pemetangsiantar, Indonesien.

### Forschungsschwerpunkte
Zu seinen Forschungsschwerpunkten gehören die Biblische Rechtsgeschichte, die Literatur- und Redaktionsgeschichte des Alten Testaments, die Entstehung des Pentateuchs, die Geschichte des Judentums in der Achämenidenzeit sowie die Geschichte des Zweiten Tempels.
Im Anschluss an die Dissertation hat Achenbach vor allem in seiner Habilitationsschrift mit dem Titel Die Vollendung der Tora nach einem Ausweg aus den Aporien der Neueren Urkundenhypothese gesucht. In diesem Zusammenhang hat er zusammen mit seinem Lehrer Eckart Otto ein eigenes Modell zur Erklärung der Entstehung des Pentateuchs entworfen. Die These setzt anders als zahlreiche Untersuchungen zur Entstehung des Pentateuchs nicht bei den Büchern Genesis und Exodus ein, sondern macht konsequent das Deuteronomium (D) zum Ausgangspunkt der Untersuchung. Achenbachs Untersuchung setzt im Numeribuch ein, dessen Einordnung in das Paradigma der Neueren Urkunde von Beginn an erhebliche Schwierigkeiten bereitet hat, da sich deren Quellen J, E und P hier kaum noch zuordnen bzw. unterscheiden lassen. Die Analyse zielt insbesondere auf die Erklärung der Abhängigkeit der im Numeribuch und Dtn 1–3 zu findenden Dubletten. Ein Schlüsseltext stellt Achenbach zufolge die Darstellung der Kundschaftererzählung in Num 13f und Dtn 1,19–45 dar. Er arbeitet heraus, dass Dtn 1 Num 13f in einer früheren Fassung voraussetzt, als sie sich im masoretischen Text findet und Dtn 1 dementsprechend eine vor-deuteronomistische Fassung aufgenommen und überarbeitet habe. Im Zuge der Verbindung von Priesterschrift (P) und Deuteronomium (in Verbindung mit einer Vorstufe des Josuabuches) durch einen Hexateuch-Redaktor (HexRed) habe dieser die Vorlage der deuteronomistischen Texte in den entstehenden Zusammenhang des Numeribuches eingesetzt und ebenfalls überarbeitet. Während der HexRed etwa zur Zeit Nehemias (um 445 v. Chr.) tätig gewesen sei, habe ein späterer Pentateuch-Redaktor (PentRed) zur Zeit Esras (um 398 v. Chr.) das Heiligkeitsgesetz (H) in die Synthese aus P und D eingearbeitet. Dabei sei mit Dtn 34,10–12 ein Ende des Pentateuchs geschaffen und die Josuarolle abgeschnitten worden. Die Pentateuch-Redaktion versteht Achenbach als eine Endredaktion im Sinne der positionellen Formation größerer eigenständiger Corpora, D, P und H, wobei der Redaktor, insofern er nicht allein Texte zusammenstellt, sondern selbst edierend und produktiv in die vorliegenden Texte eingreift, seine eigenen Anliegen integriert.
An diese Endredaktion schließen sich seiner Auffassung nach drei post-endreadktionelle Bearbeitungen, die von ihm sog. „Theokratischen Bearbeitungen“ (ThB I–III), an, die sich vor allem in Num 1–10 und Num 27–36 finden und von Achenbach in die erste Hälfte des 4. Jh. v. Chr. datiert werden. Diese Bearbeitungen etablieren das Modell einer durch die Tora des Mose restringierten Priesterherrschaft (Ex 19,6). Einen Programmtext stellt bspw. Num 16–ƒ18 dar. Durch die Theokratische Bearbeitung werde zudem ein Überschriftensystem in den Pentateuch eingetragen, das diesen erstmals in fünf Buchrollen (Gen, Ex, Lev, Num und Dtn) einteile. Gegenwärtig (Stand: 2020) arbeitet Achenbach an der Applikation dieses Modells auf alle Bücher des Pentateuchs.
Darüber hinaus entwickelt Achenbach ein Erklärungsmodell zur Korrelation der im Pentateuch und in den Hinteren Propheten parallel verlaufenden redaktionellen Entwicklungen.
Ein weiteres Forschungs- und Interessengebiet Achenbachs ist die alttestamentliche Sozialgesetzgebung und die Regelungen für den Umgang mit Witwen, Waisen und Fremden, den sog. Personae Miserae. In diesem Zusammenhang wirkte er am Exzellenzcluster „Religion und Politik“ in dem Projekt „Distinktion und Integration in der Gründungsurkunde Israels“ mit. Das Projekt erforschte insbesondere die Thematisierung des Fremden in alttestamentlichen Texten. Im Rahmen dieses Projektes leistete Achenbach auch einen Entzifferungsvorschlag für ein Ostrakon aus Khirbet Qeiyafa, das einen der ältesten nordwestsemitischen Texte bietet, der den Schutz der Personae Miserae (Witwen, Waise und Fremde) zum Thema hat.

### Aktuelles Forschungsprojekt
Aktuell leitet Achenbach das Projekt „Religionspolitik im antiken Perserreich. Kulturvergleichende und rechtsgeschichtliche Studien zur Situation der Juden in der multireligiösen Gesellschaft der Achämenidenzeit“. Dessen Ziel ist es, die Religionspolitik der Achämeniden „in Mesopotamien (insbesondere in Babylon), Kleinasien (Halikarnassos), Ägypten (Elephantine) und Palästina (Samaria, Jerusalem)“ darzustellen und insbesondere den Umgang mit Lokalheiligtümern näher zu beleuchten.

### Lehre
Die Hochschullehre ist Achenbach ein besonderes Anliegen. Sein didaktischer Ansatz zielt auf eine Erschließung der alttestamentlichen Texte durch gründliche philologische Analyse und redaktionsgeschichtliche Kontextualisierung. Gleichzeitig legt er besonderen Wert darauf, die Absicht der Texte in zeitgemäße Diskurse zu übersetzen und mithin zur Verkündigung in Unterricht und Predigt fruchtbar zu machen. Vehement betont Achenbach dabei die Komplementarität des Alten und Neuen Testaments sowie der dort entwickelten Gottesbilder.

### Herausgebertätigkeit
Zusammen mit dem Münsteraner Altorientalisten Hans Neumann gibt Achenbach die 1995 von Eckart Otto begründete Zeitschrift für Altorientalische und Biblische Rechtsgeschichte (ZAR) heraus.

### Privates
Achenbach ist Vater von zwei Kindern. Er singt im Kammerchor der WWU Münster und predigt regelmäßig im evangelischen Hochschulgottesdienst.

## Veröffentlichungen in Auswahl
- Israel zwischen Verheißung und Gebot. Literarkritische Untersuchungen zu Deuteronomium 5–11. Peter Lang GmbH, Internationaler Verlag der Wissenschaften, Frankfurt am Main/Berlin 1991, ISBN 3-631-43847-8 (442 S., eingeschränkte Vorschau in der Google-Buchsuche – Zugleich: Dissertation, Universität Göttingen 1989).
- Die Vollendung der Tora. Studien zur Redaktionsgeschichte des Numeribuches im Kontext von Hexateuch und Pentateuch (= Beihefte zur Zeitschrift für Altorientalische und Biblische Rechtsgeschichte (BZAR). Nr. 3). Harrassowitz Verlag, Wiesbaden 2003, ISBN 3-447-04602-3 (699 S., eingeschränkte Vorschau in der Google-Buchsuche – Zugleich: Habilitationsschrift, Universität München 2001/2002).
- Mit Martin Arneth und Eckart Otto: Tora in der Hebräischen Bibel: Studien zur Redaktionsgeschichte und synchronen Logik diachroner Transformationen (= Beihefte zur Zeitschrift für Altorientalische und Biblische Rechtsgeschichte (BZAR). Nr. 7). Harrassowitz Verlag, Wiesbaden 2007, ISBN 978-3-447-05634-2 (387 S., eingeschränkte Vorschau in der Google-Buchsuche).
- gêr – nåkhrî – tôshav – zâr: Legal and Sacral Distinctions on Foreigners in the Pentateuch. In: Reinhard Achenbach, Rainer Albertz, Jakob Wöhrle (Hrsg.): The Foreigner and the Law. Perspectives from the Hebrew Bible and the Ancient Near East (= Beihefte zur Zeitschrift für Altorientalische und Biblische Rechtsgeschichte (BZAR). Nr. 16). Harrassowitz Verlag, Wiesbaden 2011, ISBN 978-3-447-06470-5, S. 29–52 (180 S.).
- The Pentateuch, the Prophet, and the Torah in the Fifth and Fourth Centuries B.C.E. In: Gary N. Knoppers, Oded Lipschits, Rainer Albertz (Hrsg.): Judah and Judeans in the Fourth Century B.C.E. Eisenbrauns, Winona Lake 2007, ISBN 978-1-57506-130-6, S. 253–285 (423 S., eingeschränkte Vorschau in der Google-Buchsuche).
- “A Prophet like Moses” (Deut 18:15) – “No Prophet like Moses” (Deut 34:10): Some Observations on the Relation between the Pentateuch and the Latter Prophets. In: Thomas B. Dozeman, Konrad Schmid, Baruch J. Schwartz (Hrsg.): The Pentateuch. International Perspectives on Current Research (= Forschungen zum Alten Testament. Nr. 78). Mohr Siebeck, Tübingen 2011, ISBN 978-3-16-150613-0, S. 435–458 (578 S.).
- The Sermon on the Sabbath in Jer 17:19–27 and the Torah. In: Jan Christian Gertz, Bernard M. Levinson, Dalit Rom-Shiloni, Konrad Schmid (Hrsg.): The Formation of the Pentateuch: Bridging the Academic Cultures of Europe, Israel and North America (= Forschungen zum Alten Testament. Nr. 111). Mohr Siebeck, Tübingen 2016, ISBN 978-3-16-153883-4, S. 869–886 (1204 S.).
- Bündnisverbot und Mischehenverbot. Zum Banngebot in Deuteronomium 7,1–2 und seiner Wirkungsgeschichte. In: Christoph Berner, Harald Samuel (Hrsg.): The Reception of Biblical War Legislation in Narrative Contexts (= Beihefte zur Zeitschrift für die alttestamentliche Wissenschaft (BZAW). Nr. 460). De Gruyter, Berlin/Boston 2015, ISBN 978-3-11-034973-3, S. 87–108 (203 S.).
- “The Unwritten Text of the Covenant”: Torah in the Mouth of the Prophets. In: Richard J. Bautch, Gary N. Knoppers (Hrsg.): Covenant in the Persian Period – From Genesis to Chronicles. Eisenbrauns, Winona Lake 2015, ISBN 978-1-57506-356-0, S. 75–89 (452 S.).
- How to Speak about GOD with Non-Israelites. Some Observations about the Use of Names for God by Israelites and Pagans in the Pentateuch. In: Federico Giuntoli, Konrad Schmid (Hrsg.): The Post-Priestly Pentateuch. New Perspectives on its Redactional Development and Theological Profiles (= Forschungen zum Alten Testament. Nr. 101). Mohr Siebeck, Tübingen 2015, ISBN 978-3-16-153121-7, S. 35–51 (351 S.).